# Valle del Bitto
La valle del Bitto è una valle secondaria della Valtellina. Si trova in Lombardia, Provincia di Sondrio, sulla sinistra orografica dell'Adda all'altezza di Morbegno, incuneata nelle Alpi Orobie e all'interno del Parco delle Orobie Valtellinesi. Circa 2 km a monte di Morbegno la valle si divide in due rami più piccoli, la val Gerola a ovest e la valle di Albaredo a est, per questo motivo sovente si parla di valli del Bitto.
È il bacino idrografico del torrente Bitto, immissario dell'Adda, che dà anche il nome all'omonimo formaggio DOP prodotto nella valle.